# 細井正美
細井 正美（ほそい まさみ、1970年1月8日 - ）は日本の女優、グラビアアイドル。元八重垣事務所所属。

## 来歴・人物
東京都出身。子供の頃から稽古事が好きで、児童劇団入団も自分から希望し、劇団若草に所属していた。
高校生時代はバレーボール部で活動。妹がいる。

## 出演

### テレビドラマ
- 宇宙刑事シャリバン(1983年、ANB系) - 小川サチ子 役（第7話）
- 東中学3年5組(1984年、TBS系) - 塚本良子 役
- 女は男をどう変える(1986年、CX系) - (第1,2,9,10話)
- 超新星フラッシュマン(1986年、ANB系) - サユリ 役（第10話）
- 光戦隊マスクマン（1987年,　ANB系) - ミユキ 役（第７話）
- 西田敏行の泣いてたまるか(1986年、TBS系) - (第5話)
- 牟田刑事官事件ファイル 第7作「奥浜名湖女たちの危険なプレイ」(1987年、ANB系)
- 特救指令ソルブレイン(1991年、ANB系) - ルミ 役（第2話）
- 鳥人戦隊ジェットマン(1991年、ANB系) - 婦警役（第3話）

### 映画
- 突然炎のごとく(1994年、WOWOW制作、ビターズ・エンド配給[3]) リカ 役

### コマーシャル
- 日本交通公社1988年キャンペーンガール

### その他
- ふれんど - 純子役 （埼玉県、埼玉県教育委員会企画の同和問題学習用ビデオ作品[4]）